# 瓦利鎮區 (堪薩斯州賴斯縣)
瓦利鎮區（英語：Valley Township）為美國堪薩斯州賴斯縣轄下的鎮區。2010年美国人口普查中此鎮區人口有249人。

## 地理
瓦利鎮區涵蓋總面積為77.4平方（29.88平方英里），其中陸地面積為76.5平方（29.54平方英里），水域面積為0.88平方（0.34平方英里）或1.14%。

## 人口統計
根據2010年美國人口普查，瓦利鎮區人口有249人，其中男性有133人，女性有116人，人口密度為每平方公里3.22人，住房計130戶。鎮區內的白人有233人，非裔美國人有1人，美洲原住民有2人，亞裔美國人有1人，太平洋島裔美國人有0人，其他種族有1人，混血種族則有11人。此外鎮區內有10人為西班牙裔或拉丁裔美國人。此鎮區之年齡中位數為44.2歲，而男性年齡中位數為40.3歲，女性年齡中位數為45.8歲。

## 交通

### 主要公路
- 4號堪薩斯州州道
- 14號堪薩斯州州道